# Nová Ves nad Popelkou
Nová Ves nad Popelkou là một làng thuộc huyện Semily, vùng Liberecký, Cộng hòa Séc.